# Fortunato Ramos
Fortunato Ramos (16 de octubre de 1947 en Coraya, Departamento de Humahuaca, Provincia de Jujuy) es un músico, poeta, recitador, escritor, maestro rural y labrador argentino. Busca difundir y afirmar la cultura de la Quebrada de Humahuaca a través de diferentes actividades. 
Colabora con el Tantanakuy que se lleva a cabo anualmente en la quebrada.
Ecos sobre los Andes, de Miguel Pereyra y Federico Urioste, es un cortometraje sobre la figura de este humahuaqueño. Fue descubierto y apoyado por Jaime Torres y en oportunidades se presenta al lado suyo. De lo contrario, lo hace sólo con su erke, sus poemas y relatos. 
Ha realizado giras a diferentes países: a Bélgica y Francia junto a Huayra Muyoj, grupo jujeño, y a Indonesia, Singapur, Israel, Australia y Malasia junto a Jaime Torres. Toca el acordeón en los carnavales de la Quebrada de Humahuaca, grabó con Jaime Torres, el grupo Los hijos de Humahuaca y el grupo Cacharpaya.
En el disco Vivo Acá de la banda de rock Divididos, puede escucharse su erke en la canción Mañana en el Abasto. Además, grabó con Tomás Lipán, conocido cantor purmamarqueño y la zagala humahuaqueña Mónica Pantoja.
En la apertura de la edición 2013 de Tecnópolis, un niño jujeño, colla, llamado Eyen Federico Quispe recitó al lado de la presidenta Cristina Fernández de Kirchner el poema de Fortunato Ramos, llamado No te rías de un colla.

## Libros publicados
- Poemas costumbristas de un maestro rural
- Los runas y changos del alto
- Costumbres, poemas y regionalismos
- Collas de la Quebrada de Humahuaca (traducido al francés, alemán e inglés)
- Personajes de la Quebrada de Humahuaca